# Jeżowe
Jeżowe è un comune rurale polacco del distretto di Nisko, nel voivodato della Precarpazia. Ricopre una superficie di 123,77 km² e nel 2005 contava 10 001 abitanti.